# Јохан Хорват
Јохан „Ханс“ Хорват (20. мај 1903. — 30. јул 1968.) био је аустријски фудбалер . Обично нападач, Хорват је био један од најистакнутијих аустријских фудбалера своје генерације, и био је познат по својој способности додавања и техници.

## Каријера
Један од најбољих аустријских нападача 1920-их, Хорват је играо за неколико клупских тимова у Бечу . Већину сезона је провео са Симерингером али је такође играо за Рапид из Беча са којим је стигао и изгубио финале Митропа купа 1927. и поново 1928.
За Аустрију је дебитовао у пријатељској утакмици против Немачке јануара 1924. у којој је такође постигао свој први међународни гол и био је учесник Светског првенства у фудбалу 1934. где је постигао 2 гола и тим је освојио 4. место. Остварио је 46 утакмица и постигао 29 голова.  Његов последњи репрезентативни меч била је пријатељска утакмица против Мађарске у октобру 1934 .